# جويل شتاينبرغ
جويل شتاينبرغ (بالإنجليزية: Joel Steinberg)‏ هو ضابط أمريكي، ولد في 25 مايو 1941 في نيويورك في الولايات المتحدة.